# Polerady
Polerady (deutsch Polerad) ist eine Gemeinde in Tschechien. Sie liegt sieben Kilometer südlich von Most und gehört zum Okres Most.

## Geographie
Das Dorf befindet sich am südwestlichen Fuße des Böhmischen Mittelgebirges im Nordböhmischen Becken. Nördlich erhebt sich der Borový vrch (280 m), im Nordosten der Chlum (259 m), südöstlich die Velká Volavka (Wolepschitzer Berg, 344 m).
Im Norden liegen ehemalige Halden des Braunkohlenbergbaus, auf denen das Hippodrom Most angelegt worden ist. Die nordöstlich gelegenen Dörfer Kamenná Voda, Židovice und Stránce fielen ebenso dem Braunkohlenbergbau zum Opfer wie das südliche Nachbardorf Třískolupy.
Südöstlich liegt das Kraftwerk Počerady.
Nachbarorte sind Velebudice und Vtelno im Norden, Sedlec, Korozluky und Zaječice im Nordosten, Bečov im Osten, Volevčice und Počerady im Südosten, Výškov und Blažim im Süden, Moravěves im Südwesten, Koporeč und Havraň im Westen sowie Nemilkov und Lišnice im Nordwesten.

## Geschichte
1250 schenkte Wenzel I. dem Kloster Ossegg einen Teil des Dorfes Poljuradi. 1455 gehörte ein Teil von Polerad zur Brüxer Burg Hněvín. 1559 gehörte Polerady den Herren von Postelberg.
1708 kaufte Fürst Fládovsky den Hof von Johann von Udritsch auf Udritsch (Údrč). 1720 begann Anfang des Jahres in der Gegend der Kohleabbau. 1754 wurde ein Steinbruch eröffnet. Am 19. Oktober 1756 überfielen 500 Preußen das Dorf und nahmen 9 Pferde und 300 Rinder mit. 1828 wurde eine Schmalzfabrik eröffnet.
1887 erhielt Polerad durch die Lokalbahn Potscherad–Wurzmes einen Bahnanschluss.

## Gemeindegliederung
Für die Gemeinde Polerady sind keine Ortsteile ausgewiesen. Auf dem Kataster liegt die erloschene Einschicht Mastný Dvůr (Schmalzhof).